# 坂井地区広域連合
坂井地区広域連合（さかいちくこういきれんごう）は、福井県の嶺北北部の2市で組織される広域連合。

## 概要
- 加入自治体：坂井市[1][2]、あわら市[1][2]
- 人口111,871人、面積326.65km²、人口密度342人/km²。（2025年2月1日、推計人口）
- 連合事務所：福井県坂井市坂井町上兵庫第40号15番地[1][3]
- 連合議会：議員定数18人（あわら市7人、坂井市11人）[1]

## 沿革
- 2000年（平成12年）02月01日 - 坂井郡内の広域介護行政のため坂井郡介護保険広域連合を設立[1]。
- 2006年（平成18年）03月20日 - 市町村合併による坂井郡の消滅に伴い、坂井地区介護保険広域連合に名称変更[1]。
- 2012年（平成24年）04月01日 - 三国あわら斎苑組合、坂井地区環境衛生組合、坂井地区水道用水事務組合を統合し坂井地区広域連合に名称変更[1]。

## 主な事業
- 介護保険[1]
- 障害者介護給付費等の支給に関する審査[1]
- し尿汚泥処理・再生[1]
- 斎苑・墓地[1]